# Tribalus uhligi
Tribalus uhligi är en skalbaggsart som beskrevs av Yélamos och Vienna 1995. Tribalus uhligi ingår i släktet Tribalus och familjen stumpbaggar. Inga underarter finns listade i Catalogue of Life.